# Balich

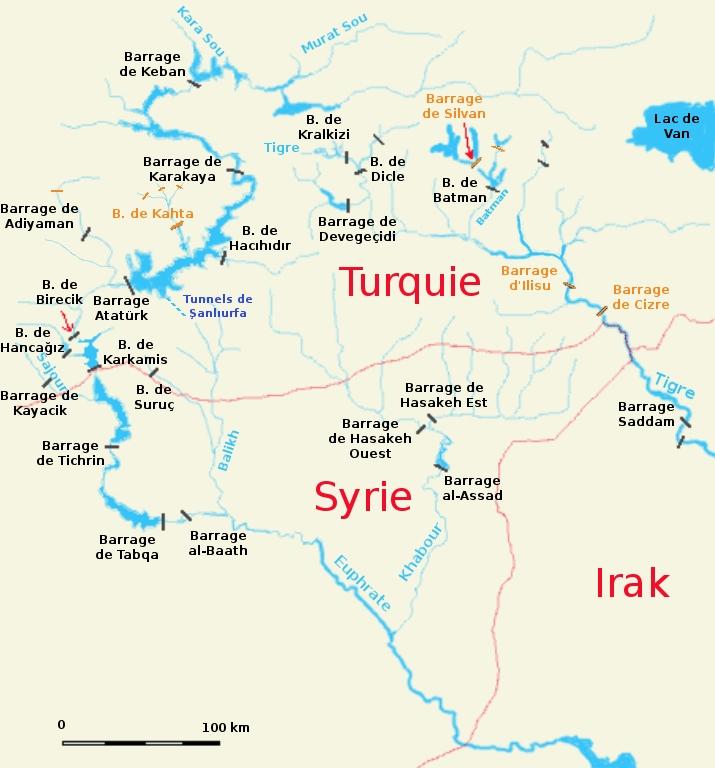
Mapa Turcji i Syrii z zaznaczonym położeniem rzeki Balich (Balikh)

Balich, też Nahr Balich – rzeka w Turcji i Syrii, lewy dopływ Eufratu.